# Natallia Tsylinskaya
Natallia Tsylinskaya (russe : Наталья Цилинская), née le 30 août 1975 à Minsk, est une coureuse cycliste biélorusse, spécialiste de la piste. Elle est devenue ensuite directeur sportif de l'équipe Minsk CC, puis de la Fédération cycliste de Biélorussie (ru), à partir de 2018.

## Palmarès

### Jeux olympiques
- Athènes 2004
  -  Médaille de bronze du 500 m

### Championnats du monde
- Manchester 2000 
  -  Médaille d'or de la vitesse
  -  Médaille d'or du 500 m
- Copenhague 2002
  -  Médaille d'or de la vitesse
  -  Médaille d'or du 500 m
- Stuttgart 2003
  -  Médaille d'or du 500 m
  -  Médaille d'argent de la vitesse
- Los Angeles 2005
  -  Médaille d'or du 500 m
- Bordeaux 2006 
  -  Médaille d'or de la vitesse
  -  Médaille d'or du 500 m
- Palma de Majorque 2007 
  -  Médaille de bronze du 500 m

### Coupe du monde
2002
1re du 500m à Moscou
1re de la vitesse à Moscou
2004
Classement général de la vitesse
1re du 500m à Moscou
2e de la vitesse à Moscou
2004-2005
1re du 500m à Los Angeles
1re de la vitesse à Los Angeles
3e du keirin à Los Angeles
2005-2006
Classement général de la vitesse
1re de la vitesse à Moscou
1re de la vitesse à Los Angeles
2e de la vitesse à Manchester
Classement général du 500m
1re du 500m à Los Angeles
1re du 500m à Moscou
1re du 500m à Manchester
2006-2007
1re de la vitesse à Moscou
1re de la vitesse à Sydney
2e du 500m à Moscou
2007-2008
1re de la vitesse à Pékin
1re de la vitesse à Los Angeles
3e du 500m à Pékin
3e du keirin à Pékin
3e du keirin à Sydney
3e de la vitesse à Sydney